# Erica trimera
Erica trimera är en ljungväxtart. Erica trimera ingår i släktet klockljungssläktet, och familjen ljungväxter.

## Underarter
Arten delas in i följande underarter:
- E. t. abyssinica
- E. t. elgonensis
- E. t. jaegeri
- E. t. keniensis
- E. t. kilimanjarica
- E. t. meruensis
- E. t. trimera